# Georg Stammler
Georg Stammler, wirklicher Name Ernst Emanuel Krauss, (* 28. Februar 1872 in Stammheim; † 16. Mai 1948 in Gießen) war ein deutscher Schriftsteller und Protagonist der Jugendbewegung und der völkischen Bewegung, der Aphorismen, Gedichte und Erzählungen verfasst hat.

## Leben
Ernst Emanuel Krauss war der Sohn eines Volksschullehrers. Er war das zweitjüngste von sieben Kindern. Die Familie verzog nach Heilbronn, wo er das Gymnasium besuchte und das Abitur ablegte. Nicht näher bekannter „Familienverhältnisse“ wegen konnte er nicht studieren und so absolvierte er von 1887 bis 1890 eine Buchhändlerlehre in Heilbronn und Esslingen. Anschließend soll er sich zum Volksschullehrer ausgebildet haben.
Von 1892 an war er literarisch tätig und lebte zwischen 1898/99 und 1908 als Schriftsteller und Verlagsbuchhändler in Stuttgart. Dort gründete er 1899 einen „Wir-Bund“ für junge Männer und den „Wir-Verlag“, der jedoch nur wenige Titel publizierte. Von 1905 bis 1908 verwaltete er die Geschäftsstelle und als Redakteur das Mitteilungsblatt des „Vereins für ländliche Wohlfahrtspflege in Württemberg und Hohenzollern“, korporatives Mitglied in dem von dem völkischen Schriftsteller Heinrich Sohnrey gegründeten „Deutschen Verein für ländliche Wohlfahrts- und Heimatpflege.“ Außerdem war er Geschäftsführer der württembergischen Sektion des „Vereins zur Massenverbreitung guter Volksliteratur“ und Sekretär des Württembergischen Goethe-Bunds.
1908 verzog er nach Thüringen und arbeitete als Aushilfslehrer und Buchhändler in der Freien Schule Wickersdorf. Dort heiratete er eine Lehrerin. Mit ihr zusammen nahm er 1912 seinen Wohnsitz in der Gartenstadtsiedlung Hellerau bei Dresden. Er gab die Mitteilungsblätter heraus, veranstaltete Versammlungen und hielt Vorträge.
Der seit 1913 in Heidelberg ansässige Buchhändler und Antiquar Hans Christoph Schöll veröffentlichte Ende 1913 (Drucktitel 1914) das erste, unter dem Pseudonym Georg Stammler herausgegebene Buch Worte an eine Schar, dem drei weitere folgten, darunter die Schrift Haus Bühlerberg. Mit programmatischem Pathos forderten die Schriften das angeblich durch Urbanisierung und Ökonomisierung entwurzelte Individuum in eine solidarische Volksgemeinschaft zu überführen. Sie wurden innerhalb der bündischen Jugendbewegung breit rezipiert, zumal sie auch Siedlungsgemeinschaften propagierten. In einem 1914 veröffentlichten Gedicht kündigte sich sein späterer, aggressiver Antisemitismus an.
1917 ließ sich Stammler dauerhaft in Thüringen nieder. Nach dem Ersten Weltkrieg scharte sich in Mühlhausen/Thüringen eine Gruppe enger Gefolgsleute um den Dichter. Gemeinsam gab man unter dem von Stammler geprägten Namen „Werkschar“ Flugblätter mit dem Titel Das neue Volk heraus, die den Aufbau einer „Werkschule“ mitunterstützen sollte. 1924 übernahm der von Erich Röth geleitete Urquell-Verlag die Rechte an seinen Büchern.
Krauss/Stammler wurde Mitglied der Nationalsozialistischen Freiheitspartei (NSFB), einer rechtsextremen Bewegung, die im Oktober 1924 mit der mittlerweile verbotenen NSDAP eine Listenverbindung für die Reichstagswahl Dezember 1924 einging, die jedoch insgesamt nur 14 Mandate einbrachte. Ab 1925 leitete er die von ihm initiierten, in der völkischen Erwachsenenbildung tätigen Deutschen Richtwochen. Zudem galt er nun als einer der führenden Vordenker der völkischen Jugendbewegung. Als enger Mitarbeiter Bruno Tanzmanns führte er verschiedene Lehrgänge der Bauernhochschulbewegung durch. Ebenso gehörte er dem radikal-völkischen Siedlungsbund Artamanen an.

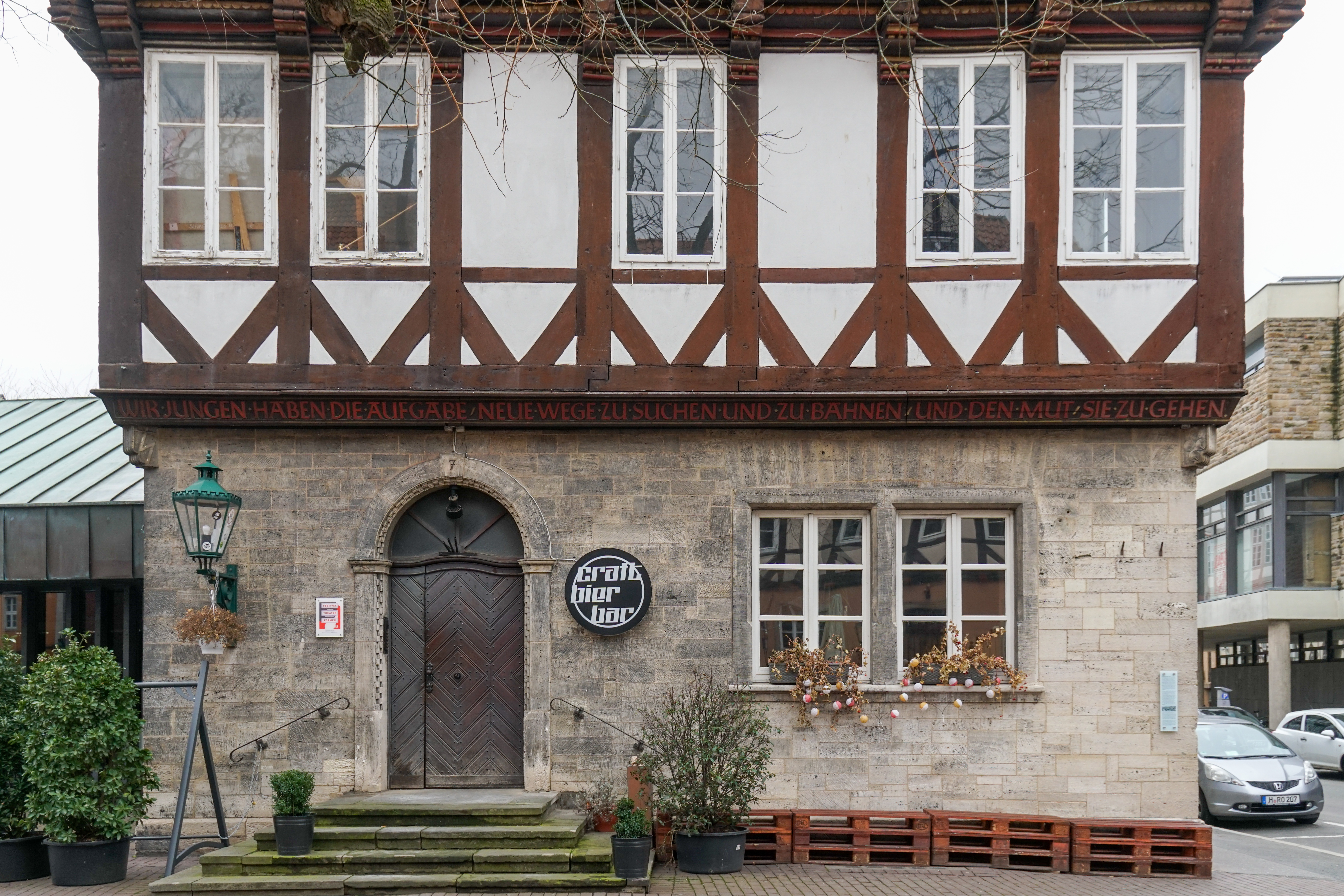
Spittahaus am Ballhofplatz in Hannover mit Inschrift von Stammler: Wir Jungen haben die Aufgabe neue Weg zu suchen und zu bahnen und den Mut sie zu gehen (1939)

Zu seinem 60. Geburtstag kursierte 1932 ein Zeitungsaufruf mit der Bitte um finanzielle Zuwendungen („Ehrengabe“) für den verarmten Dichter. Nach 1933 wurde Stammler zu einem gefeierten „Dichter des Nationalsozialismus.“ Wie es heißt, habe ihm der NS-Literaturkritiker Hellmuth Langenbucher mit dem 1932 erschienenen Buch Der deutsche Ruf „den Weg zu weitester Verbreitung“ bereitet.
1940 erhielt er zusammen mit dem Archivar und Dichter Max Reuschle den von dem nationalsozialistischen Ministerpräsidenten Christian Mergenthaler gestifteten Schwäbischen Dichterpreis. Eigenen Angaben zufolge trat er noch 1942 in die NSDAP ein, die Aufnahme erfolgte nach Dokumenten des Berlin Document Center zum 1. April 1942 mit der Mitgliedsnummer 9.078.620.
Nach Kriegsende legte er seinen Künstlernamen wieder ab. Verarmt lebte Ernst Krauss auf Burg Hohensolms in Hessen und starb 1948 in der Giessener Universitätsklinik, worauf das gegen ihn anhängige Entnazifizierungsverfahren bei der Spruchkammer Göppingen, gegen das er als „äußere Zwangs-Bewertung“ protestiert hatte, von Todes wegen eingestellt wurde. Seine Frau und eine Tochter waren schon Jahre vor ihm verstorben.

## Veröffentlichungen
(Auswahl)
- Worte an Eine Schar. Schöll, Heidelberg 1914.
- Zwanzig Gedichte. Schöll, Heidelberg 1914.
- Haus Bühlerberg. Schöll, Heidelberg 1915.
- Du und Es. Vom Wesen und von der Gemeinschaft. Schöll, Heidelberg 1917.
- Komm, Feuer! Gedichte und Sprüche. Urquell-Verlag, Mühlhausen 1922.
- Deutsche Sonnenwende. Urquell-Verlag, Mühlhausen 1922.
- Heut ist Der Tag – Ein Zorn- Und Liebesspiel in Reimgängen. Urquell-Verlag, Mühlhausen 1922.
- Bäume, Flaggen, Richtmale. Neue Lieder und Sprüche. Urquell-Verlag, Mühlhausen 1923.
- Die neue Herzogs-Zeit. Deutsche Losungen und Scheltsprüche. Urquell-Verlag, Mühlhausen 1924.
- Wir fassen die Hände. Urquell-Verlag, Flarchheim 1928.
- Der Unbekannte. Ein Oster-Weihespiel. Werkland-Verlag, Oberdorla 1929.
- Kampf Und Andacht – Gedichte, Werkland-Verlag, Oberdorla 1930.
- Feuer über’s Land! Politische Bekenntnisse. Werkland-Verlag, Oberdorla 1931.
- Im Herzschlag der Dinge. Deutsche Bekenntnisse. Werklandverlag, Oppershausen 1934.
- Streit und Stille. Gedichte. Westermann, Braunschweig ca. 1936.